# Tipula (Eumicrotipula) euprepia
Tipula (Eumicrotipula) euprepia is een tweevleugelige uit de familie langpootmuggen (Tipulidae). De soort komt voor in het Neotropisch gebied.